# Raymond Léon Rivoire
Antoine Joseph Raymond Léon Rivoire (* 21. Oktober 1884 in Cusset, Frankreich; † 27. September 1966 in Paris, Frankreich) war ein französischer Bildhauer der Avantgarde-Bewegung. Die Literatur verortet Arbeiten Rivoires auch im Bereich des Art déco.

## Leben
Raymond Léon Rivoire wurde in eine bürgerliche Familie geboren. Sein Vater Pierre Barthélemy Arthur Rivoire kam aus Cannes; seine Mutter war Clarisse Victoire Alice Millet. Rivoire war Schüler von Jean-Antoine Injalbert. Er studierte an der École nationale supérieure des beaux-arts de Paris.
In Paris stellte er 1905 auf dem Salon des Artistes Français der Société des Artistes Français aus. 1906 erhielt er eine Ehrenvolle Erwähnung, 1921 eine Silbermedaille, 1929 eine Goldmedaille und wurde Außer Konkurrenz (hors-concours) gewertet. Er stellte auch in London, Rom und Buenos Aires aus. Am 29. Dezember 1932 wurde er zum Ritter der Ehrenlegion (Chevalier de la Légion d’Honneur) ernannt.
Zum Ende seines Lebens lebte er im Maison de retraite des artistes fondée par Dranem, einem Altersrückzugsort für Künstler im Château Dranem der Stadt Ris-Orangis.

## Werke (Auswahl)
Rivoire ist bekannt als Bildhauer von Figuren, Statuen sowie Akten und arbeitete mit Materialien wie Bronze, Marmor und Stein. Für das Passagierschiff „Normandie“ fertigte er die Bronze Neptun, von einem Seepferdchen gezogen an, die bei dem Brand des Schiffes in New York 1942 verloren ging.
Weitere seiner Werke sind:
- L’Enfant à la tortue, Rivoires erste Arbeit auf dem Salon des artistes français, gefertigt 1904.[3]
- Baigneuse, Musée du Luxembourg.[4]
- Vénus, Bildungsministerium (Ministère de l’Éducation nationale), Paris.[4]
- Femme au lévrier, auch Diane chasseresse, um 1928. Exemplare der Bronze sind im Musée du Louvre und im Newark Museum (New Jersey) zu sehen.[5]
- La Ganaderia. Zeus Europa. (L’enlèvement d’Europe par Zeus). Parque Saavedra, La Plata, Argentinien, 1914.[6]
- El Oceano Atlantico, Parque Saavedra 1914.[6]